# یابوکوو
یابوکوو (به لاتین: Jabłków) یک روستا در لهستان است که در گمینا کرامسک واقع شده‌است. یابوکوو ۲۲۰ نفر جمعیت دارد.